# 豐原市 (日本)
豐原市（日语：〔〕／ Toyohara shi */?）是日本過去領有樺太時，所設置唯一的市，屬樺太廳豐原支廳管轄。現為俄羅斯的南薩哈林斯克。

## 地理
位於西樺太山脈與鈴谷山脈間之鈴谷平野（豐原平原）。
- 山：鈴谷岳
- 河川：鈴谷川

### 隣接自治體
- 豐北村、富内村、千歲村、留多加町、清水村

## 沿革

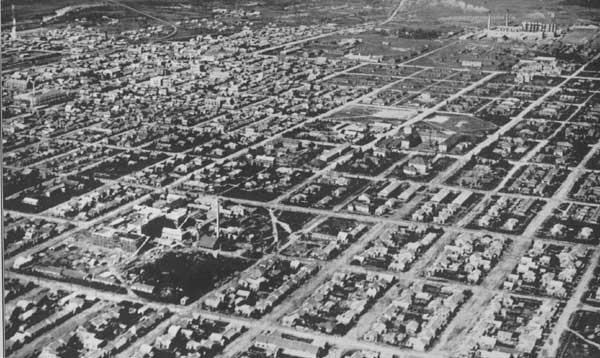
1930年代之豐原市

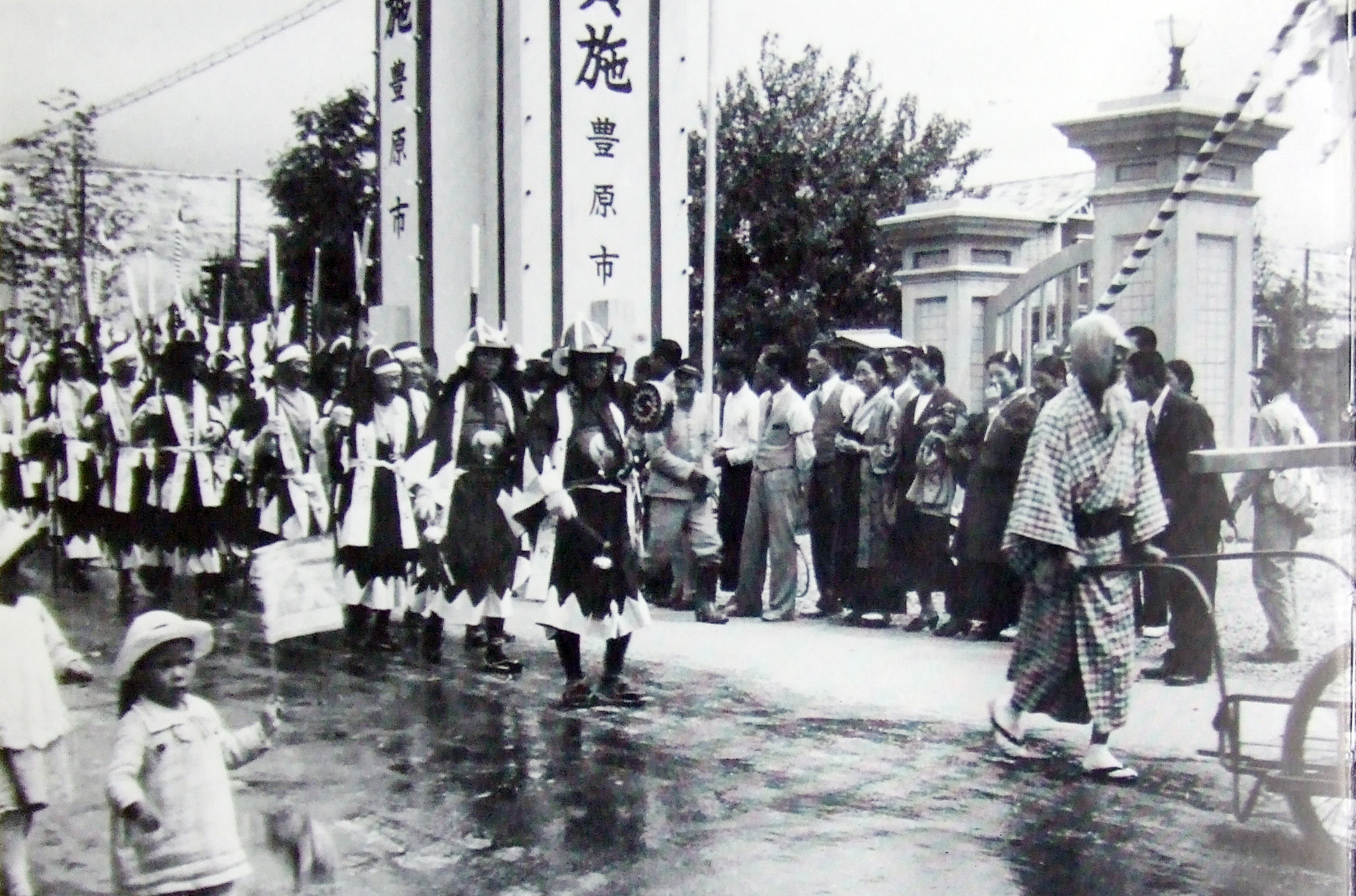
豐原市制施行記念祝賀行列

- 1908年4月1日，依日本内務省告示，弗拉基米羅夫卡改稱為豐原。
- 1908年8月，樺太廳從大泊移設到此。
- 1915年8月1日，依「樺太之郡町村編制相關要件」施行要則，設置豐原支廳之豐原郡豐原町。
- 1923年4月1日，合併豐原郡豐南村・大富村・西久保村。
- 1929年7月1日，依「樺太町村制」施行要則及拓務省告示，指定為一級町村。
- 1937年7月1日，依「樺太市制」施行要則及樺太廳告示，設置豐原市。
- 1945年8月24日， 蘇聯紅軍開始佔領。
- 1949年6月1日，日本國家行政組織法之施行停止。

## 經濟

### 産業

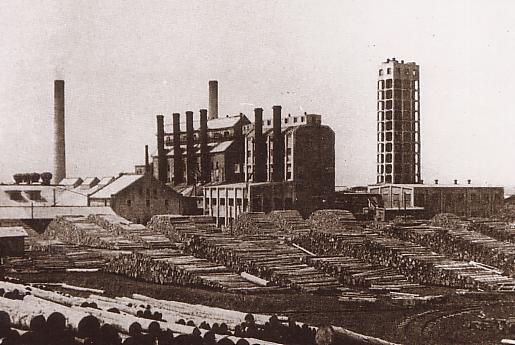
王子製紙豐原工場

- 王子製紙豐原工場（運作到1995年）
- 樺太製糖豐原工場

## 地域

### 官公署

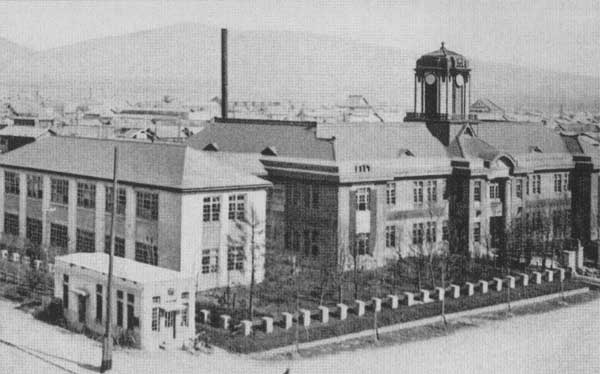
樺太鐵道局

- 樺太鐵道局
- 樺太食糧營團

### 教育
- 豐原第一尋常高等小學校
- 豐原第二尋常高等小學校
- 豐原第三尋常高等小學校
- 樺太廳豐原中學校
- 樺太廳樺太師範學校
- 樺太廳豐原高等女學校
- 樺太廳拓殖學校
- 樺太醫學専門學校

### 傳播機關
- 日本放送協會豐原放送局
- 樺太新聞社

### 金融機関

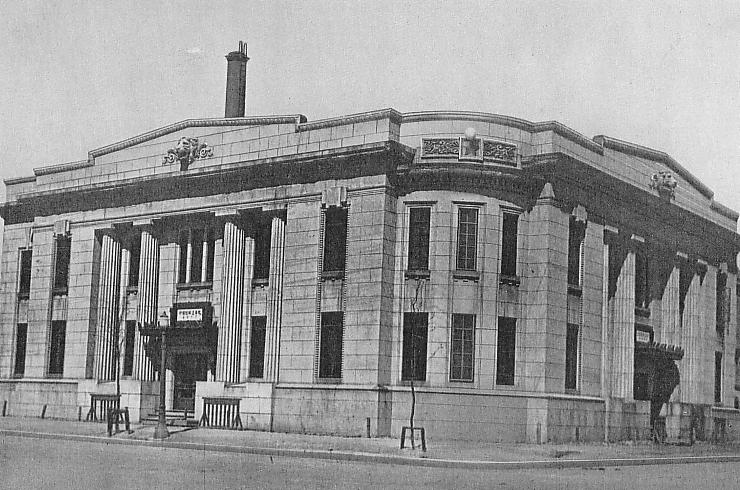
北海道拓殖銀行豐原支店

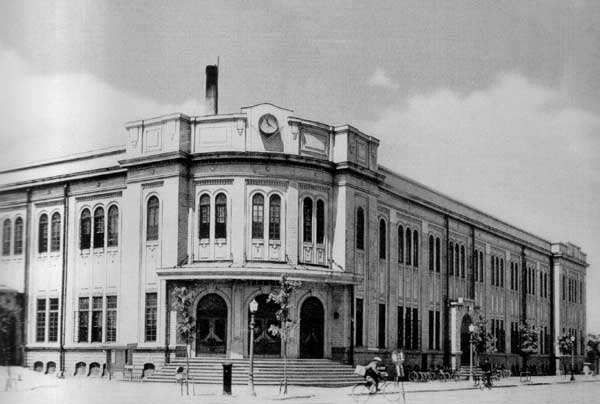
豐原郵便局

- 日本銀行豐原事務所
- 北海道拓殖銀行豐原支店
- 豐原郵便局

### 其他

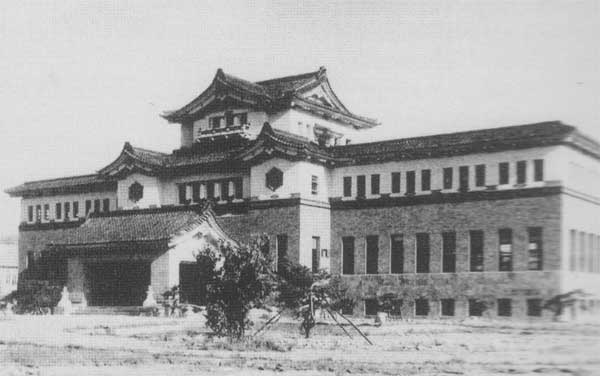
樺太廳博物館

- 樺太廳博物館
- 官幣大社樺太神社
- 旭丘公園
- 富士眼鏡

## 交通

### 鐵道路線
- 豐真線
  - 豐原站 - 西久保站
- 樺太東線
  - 豐南站 - 大澤站 - 豐原站 - 北豐原站

### 道路

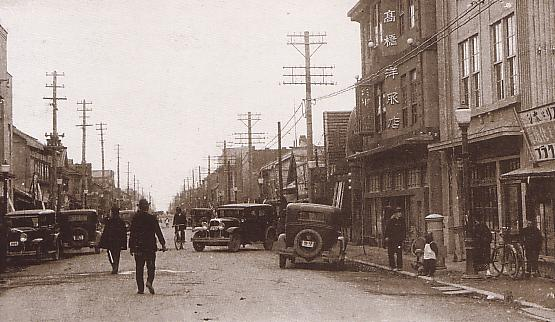
西一條大道

- 廳道
  - 樺太廳道豐原真岡線
  - 樺太廳道豐原留多加線
  - 樺太廳道唐松皆岸線

## 出身者
- 太田龍（政治運動家）
- 福富節男（反戰運動家）
- 金井昭雄（富士眼鏡社長）
- 金子俊男（新聞記者）
- 福島正實（編集者、SF作家、SF評論家、翻譯家）

## 關連項目
- 樺太廳已不存在市町村列表
- 西久保神社